# トラファルガー級戦艦
トラファルガー級戦艦（トラファルガーきゅうせんかん、Trafalger class ironclad or battleship）はイギリス海軍が19世紀の終りに保有、運用した草創期の戦艦の艦級。「トラファルガー」と「ナイル」の2隻からなり、いずれもナポレオン戦争の時期にネルソン提督によって勝利した海戦の名から命名されている。

## 概要
トラファルガー級はアドミラル級（コリンウッド、ロドニー級4隻、ベンボウの計6隻をこう総称する）、ヴィクトリア級の発展型として1886年に起工され、「トラファルガー」は1890年、「ナイル」は1891年に竣工した。特に船体中央部の防御に重点を置き、最も厚い部分の装甲は508mmに達した。そのためイギリス戦艦として初めて常備排水量が12,000トンを超えることとなった。本級の防御重量は排水量の35%に達している。
本級の主砲は信頼性の点からロドニー級とおなじ343mm砲に戻ったが、本級では露砲塔でなく密閉した前後各1基の旋回連装砲塔に収められている。副砲は当初127mm砲8門を予定されていたが、水雷艇の撃退のため120mm速射砲6門に変更された。これは1897年に152mm砲に換装された。
本級はイギリス海軍最後の低乾舷戦艦となった。海軍はこれにより砲撃を受ける面積を減らし、装甲を減らすことができるとしたが、一方でわずか5mほどしかない乾舷が荒れた海での行動を著しく制限してもおり、しばしば速力を13ないし14ノットに制限せざるを得なかった。しかし当時の主要な作戦海域は地中海であり、それほど重要な欠陥とはみなされていなかったのも事実である。
「トラファルガー」は1911年、「ナイル」は1912年に売却、解体された。
本級の後に続いて建造されたクラスが、乾舷を高くして航洋能力を向上させたロイヤル・サブリン級であり、それをもって近代戦艦の始まりとされている。

## 艦名
- トラファルガー：トラファルガーの海戦（1805年）
- ナイル：ナイルの海戦（1798年）

## 参考図書
- 「世界の艦船増刊第30集　イギリス戦艦史」(海人社)